# Gloniopsis arciformis
Gloniopsis arciformis är en svampart som beskrevs av E. Boehm, Mugambi, Huhndorf & C.L. Schoch 2009. Gloniopsis arciformis ingår i släktet Gloniopsis och familjen Hysteriaceae.   Inga underarter finns listade i Catalogue of Life.